# Oscarsborg
Oscarsborg är en  fästning på de två öarna Nordre och Søndre Kaholmen i Drøbaksundet i Oslofjorden i Norge. Fästningen färdigställdes 1853. Namngivningen skedde vid kung Oscar I:s besök på fästningen 23 augusti 1855.
Dess viktigaste militära betydelse är dess sänkning 1940 av den tyska tunga kryssaren Blücher, vilket fördröjde invasionen av Norge. Sedan 2002 är fästningen inte längre del av Norges försvar, och den används numera till hotell, restaurang och olika kulturarrangemang.

## Historik

### Förhistoria
Kaholmarna ligger mitt i den smalaste delen av Oslofjorden, vid inloppet till Norges huvudstad. Långt före bygget av Oscarsborg ägnades kraft åt att försvara denna viktiga farled.

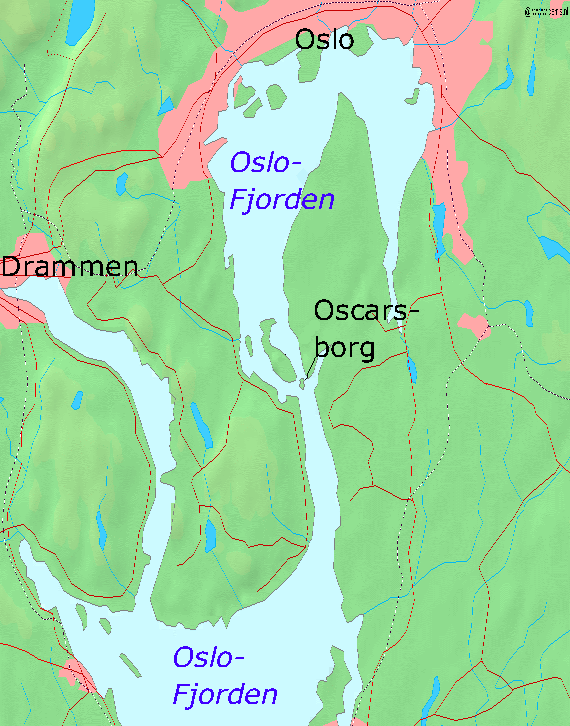
Oscarsborgs strategiska placering i inloppet till Oslo.

De första försvarsanläggningarna på ön Søndre Kaholmen konstruerades åren 1640–1643 som blockhus, under en europeisk orostid med både Trettioåriga kriget och vapenskrammel från ett expansivt Sverige. Det ursprungliga beslutet om blockhusbyggena togs redan 1628, som del av försvaret av den nya staden Christiania, men efter indragna order tog det 15 år innan det hela stod färdig. Sannolikt var blockhuset bestyckat med 2–3 kanoner mot vardera inseglingsrännan, och det stod åtminstone kvar fram till fredsslutet 1660.
I början av 1800-talet förändrades den politiska situationen för Norge. Från att ha varit en integrerad del i Danmark-Norge 1807 var landet efter 1814 en självstyrande del av personalunionen Sverige-Norge. Orostiderna innebar en ökad satsning på försvaret av den norska kusten i allmänhet och den norska huvudstaden i synnerhet. Drøbaksundet blev 1814 åter befäst med tre nya kanonbatterier i form av skansar, varav en skans med sex 18-punds kanoner placerades på Søndre Kaholmen. Senare samma år nedmonterades dock kanonbatterierna, efter fredsavtalet och den nya unionen med Sverige.

### Oscarsborg konstrueras
Från 1833 beslutades det dock återigen om ett förstärkt försvar av den strategiskt viktiga Oslofjorden. 1845 godkände kung Oscar I placeringen av den nya fästning vid det smala Drøbaksundet; alternativet var en fästning längre söderut, i mitten av den yttre delen av fjorden.

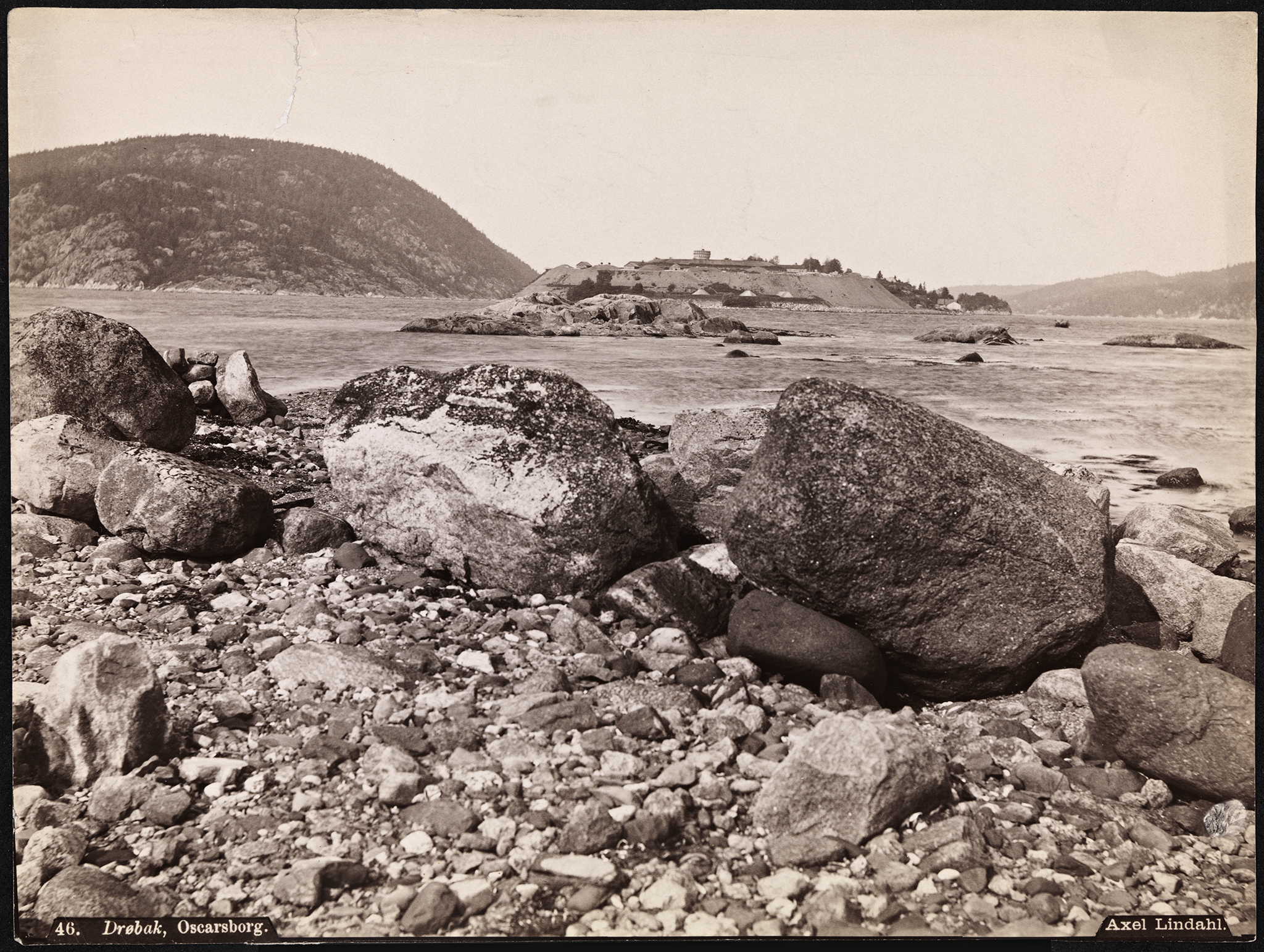
Oscarsborg i slutet av 1800-talet.

Anläggandet av fästningen leddes av förstelöjtnant B. N. Garben och kapten Th. Broch. Det byggde på nya försvarsprinciper utarbetade av den franske generalen och militäringenjören M.R. de Montalembert (1714–1800). Till skillnad från tidigare fästningar – som hade en öppen karaktär med bastioner, skansar och vallgravar – konstruerades denna nya fästning för att vara sluten. Där fanns ett hamnfort, med bombkanoner placerade i egna kasematter, samt både ett öppet takbatteri och två inneslutna samt ett öppet strandbatteri.
Fästningen färdigställdes 1853, efter ett pengaanslag från Stortinget på 232 000 specidaler. Det fick sitt namn vid ett besök av Oscar I den 23 augusti 1855 och övertog året efter försvarsfunktionerna från Akershus fästning, vilken samtidigt lades ner.

### Modernisering och världskrig
Redan när Oscarsborg var färdigbyggt, hade det hunnit bli omodernt. Fästningen och dess murar konstruerades för att konfronteras mot kanonkulor avlossade från segelfartyg av trä. Men i mitten av 1800-talet utvecklades betydligt mer träffsäkra projektiler med större penetrationskraft, och pansarskepp framdrivna med ångmaskin och propeller blev allt vanligare.

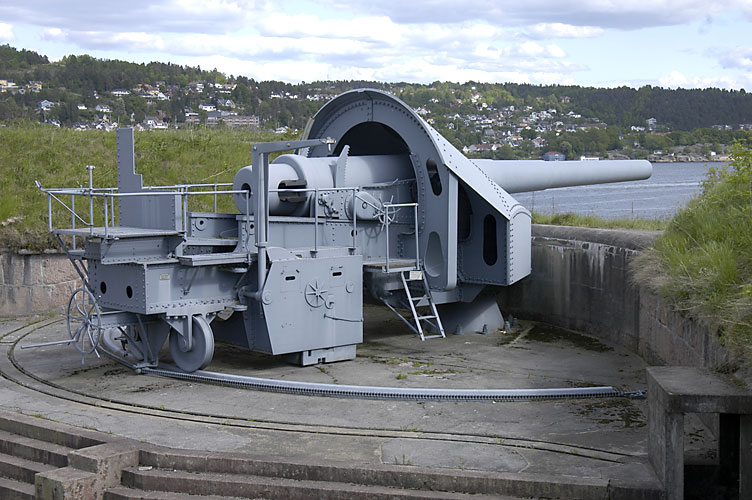
En av de tre 28 cm-kanonerna.

Dette ledde till att även Oscarsborg snart tvangs se över sin försvarsförmåga. Nya pansarbrytande artilleripjäser installerades i ett nytt Øste batteri och i ett ombyggt Søndre batteri. Huvudfortet hade inte längre någon försvarsfunktion och omvandlades till förläggning.
Som del av batteriernas uppgradering utrustades fästningen med tre stycken 28 cm kanoner, tillverkade 1892 av det tyska företaget Krupp. Kanonerna döptes till Moses, Aron och Josva. Sina bibliska namn fick de i samband med ett missöde i Kristianias (Oslos) hamn varvid en av kanonerna (med en vikt på 40 ton) föll i vattnet och sedan – i likhet med den bibliske Moses – räddades ur vassen.
Under 1870-talet konstruerades dessutom en 1,5 km lång undervattensmur mellan de olika öarna och stränderna i farleden, för att förhindra eller försvåra invasionsförsök sjövägen. Fyllmassan bestod främst av stenblock på upp till 32 tons vikt, med en sammanlagd volym av 315 000 kubikmeter. Muren var färdig 1879, efter fyra års konstruktion, samtidigt med ett kontrollerbart minfält i Drøbaksundet.
Under första världskriget utplacerades stora franska "anti-ballong-kanoner" vid fästningen. Tanken var främst att skydda sig mot det nya hotet i form av zeppelinare och andra luftskepp.
Efter kriget sjönk försvarsviljan successivt hos de olika norska regeringarna, och anslagen till det norska försvaret minskades. Under 1930-talet fanns inga resurser till att exempelvis placera ut minfältet i farleden.

### Andra världskriget

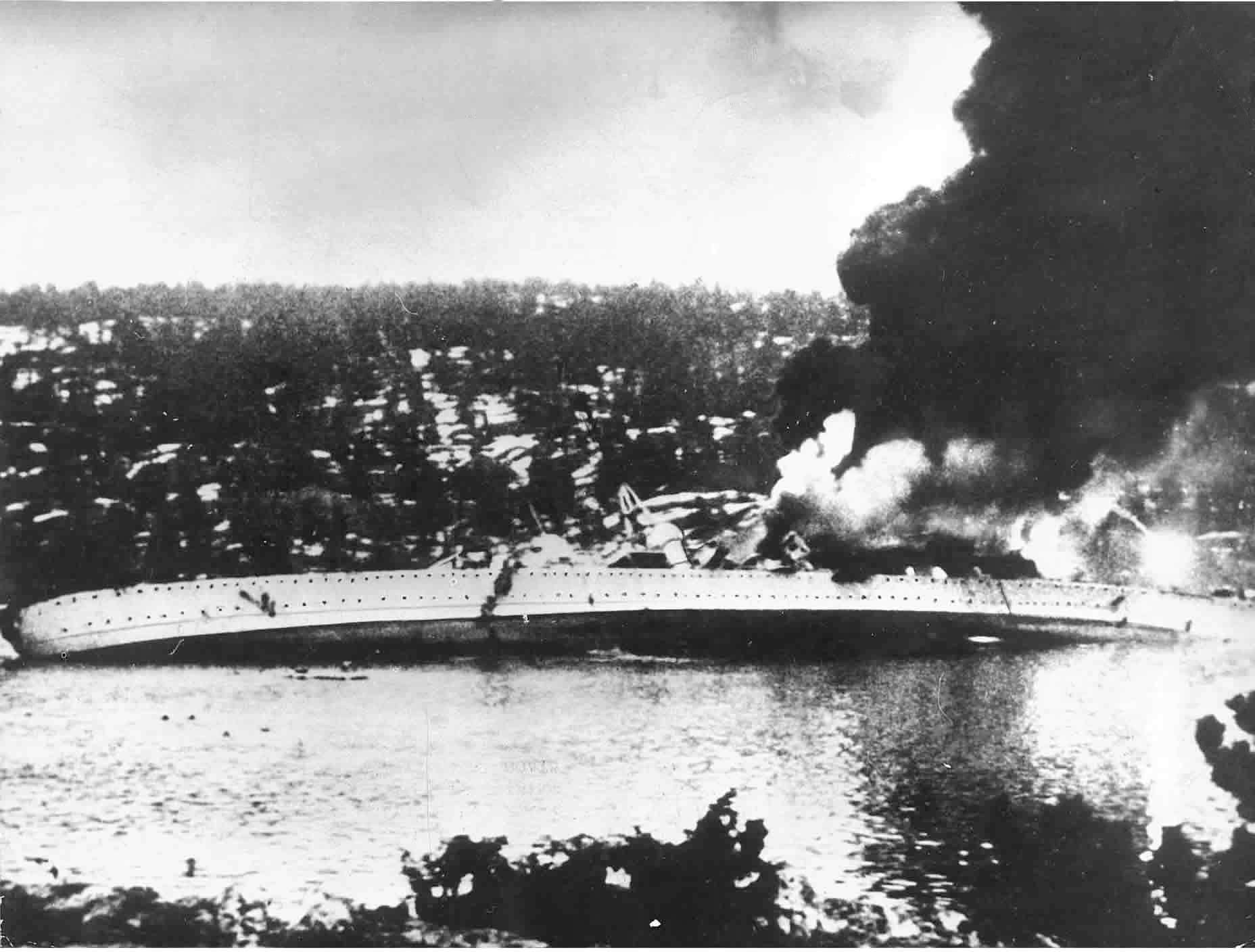
Blücher sjunker.

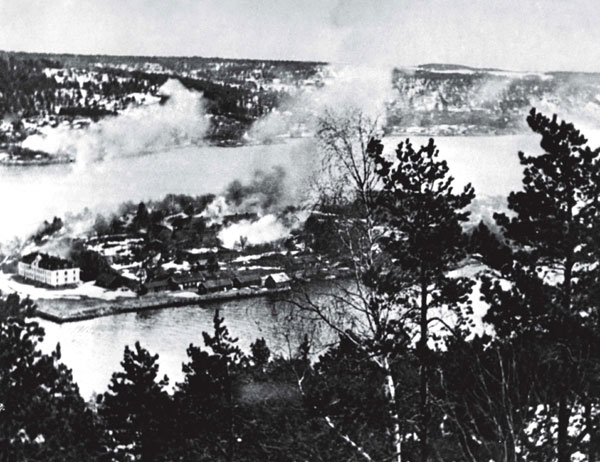
Bombningar av Oscarsborg den 9 april 1940.

Mest känt är Oscarsborg för genom sänkningen av den tyska kryssaren Blücher den 9 april 1940. Detta var en viktig fördröjande faktor i försvaret av det Norge som höll på att invaderas av Tyskland.
Det norska kustartilleriets befälsskola bemannade fästningen natten till den 9 april 1940. Man hade sitt högkvarter vid Oscarsborg åren 1888–1940 samt 1959–2002. Högsta befäl fördes vid detta tillfälle av överste Birger Eriksen. Kryssaren Blücher anförde denna tidiga morgon den tyska anfallsstyrka som var på väg mot Oslo för att ockupera huvudstaden.
Klockan 04:21 kommenderade Eriksen eldgivning från kanonerna Moses och Aron. Avståndet till fartyget var då cirka 1 400 meter. Båda kanonerna träffade sina mål.
Kryssaren träffades även av kanoneld från de lättare batterierna på den östra sidan av fjorden, Husvik- och Kopåsbatteriet. Från Oscarsborg avfyrades dessutom två torpeder; den första träffade i förskeppet, den andra midskepps. 
Klockan 06:22, två timmar efter första salvan från Oscarsborg, gick den 18 200 ton tunga kryssaren till botten. Omkring 1 000 tyska soldater och sjömän miste livet i samband med förlisningen. Ytterligare 1 400 ombordvarande lyckades rädda sig i land. Efterföljande fartyg vände.
Sänkningen av Blücher gav regeringen och kungen tid att ge order om landets försvar, få mobiliseringsorder utsända över radio, samt lämna Oslo och ta sig till Storbritannien med landets 50 ton stora guldreserv. Invasionen av Norge företedde ett helt annat förlopp än den samtidiga invasionen av Danmark. Där hade anfallet skett genom ren överraskning, där soldater kom till regeringens och kungens bostäder och till radiostationen tidigt på morgonen och tvingade dem ge upp allt motstånd.
Till slut lyckades dock det tyska invasionsförsöket, och Oscarsborg blev efter massiva bombningar av Luftwaffe neutraliserat.

### Efterkrigstiden
Under efterkrigstidens kalla krig skedde en upprustning av det militära försvaret i Nato-landet Norge. 1959 återkom därför kustartilleriets befälsskola till Oscarsborg. Torpedbatteriet fick en kraftig uppgradering, med tanke på hotet från atomangrepp.
Mot slutet av 1980-talet gjorde dock de minskade internationella spänningarna att även Oscarsborgs roll som försvarsenhet till slut började spela ut sin roll. Den sjömilitära kåren lades ner 1985 och torpedbatteriet 1993. 2003 flyttade de sista soldaterna från Søndre Kaholmen.
Genom beslut i Stortinget 2002 beslutades att lägga ner den militära verksamheten vid både Oscarsborg och Norges 13 andra nationella fästningar. Därefter finns (åter sedan 2004) dock en kommendant med ansvar för att anordna arrangemang med historisk bakgrund på Oscarsborg. På den historiska fästningen har både hotell, restauranger och konstgallerier etablerat sig, och där spelas både teater och anordnas konserter. Genom inte minst händelserna den 9 april 1940 anses Oscarsborg ha fått en särskild ställning som symbol för Norges frihet.
Fastigheten ägs av norska staten via Forsvarsbygg, den norska motsvarigheten till Fortifikationsverket. Stiftelsen Oscarsborg Festning sköter det praktiska vid skötsel/uthyrning till hotell, restauranger och diverse arrangemang.
Förutom ovanstående är den historiska fästningen numera omvandlad till fem olika museer med olika inriktning:
- Festningsmuseet – fri entré
- Kystartillerimuseet – guidning
- Ildledningsmuseet –guidning
- Torpedobatteriet – guidning
- Kanonparken – fri entré